# Lagostrophus fasciatus fasciatus
Es una de las dos subespecies del Wallaby liebre de bandas (Lagostrophus fasciatus) de la familia de los macrópodos (Macropodidae). Se encuentra en una pequeña parte, al noroeste de Australia.
- Datos: Q5968963
- Especies: Lagostrophus fasciatus fasciatus